# P-pille
 Denne artikel bør gennemlæses af en person med fagkendskab for at sikre den faglige korrekthed.

P-piller er et lægemiddel, der forhindrer graviditet. Indtil videre findes der kun p-piller til kvinder, selvom der længe har været forsket i hormonel prævention til mænd. Pillerne tages typisk dagligt af kvinden i de 21 dage mellem menstruationerne.
Alle p-piller indeholder ethinylestradiol (kunstigt østrogenlignende hormon) og gestagen (kunstigt progesteronlignende hormon). Begge hormoner virker med negativt feedback. Dette medfører, at der ikke udskilles store nok mængder af de overordnede kønshormoner LH og FSH, der henholdsvis stimulerer ægløsning og follikeldannelse. Desuden vil gestagen aktivere dannelse af en sej slim, der bremser sædcellernes bevægelse mod livmodermunden, samt forhindre et befrugtet æg i at sætte sig fast i livmoderens slimhinde.
P'et i p-pille står for 'Pincus' efter opfinderen Gregory Pincus

## Fordele ved p-pillebrug
Hvad angår kræft, beskytter p-piller mod kræft i æggestokkene (50 % reduktion) og kræft i livmorslimhinden ved lang tids brug. Risikoen for brystkræft er 25% forøget, men det er en meget sjælden tilstand i de aldersgrupper, hvor p-piller benyttes. Risikoen for brystkræft aftager efter afsluttet p-pillebrug og er forsvundet efter ti år.
Lægetidsskriftet The Lancet offentliggjorde i 2011 en artikel, hvor forskerne Kara Britt og Roger Short tager til orde for, at nonner sættes på p-piller for at reducere risikoen for at få kræft. Barnløse kvinder har oftere uregelmæssig menstruation, og denne uregelmæssighed menes at være årsag til den forhøjede kræftrisiko.
I de perioder af livet, hvor menstruationen oftest er uregelmæssig – i puberteten og ved menopause – forøges risikoen for at udvikle kræft i æggestokkene eller livmoderen.
Den positive effekt af p-piller menes at vedvare i tyve år.

P-piller bruges også som behandling af endometriose

## Risiko for blodpropper ved 3. og 4. generations p-piller
Sundhedsstyrelsen anbefaler, at man som udgangspunkt holder sig til 1. og 2. generations p-piller, fordi der er større risiko for blodpropper ved de nyere 3. og 4. generations p-piller. De ældre pilletyper har op til 50% mindre risiko for at fremkalde blodpropper.

## Betydning for kvinders ligestilling
Den første p-pille blev lanceret i Danmark i 1966 under navnet Anovlar. Opfindelsen af p-pillen har haft stor betydning for kvinders seksuelle ligestilling med mænd.

## Religiøs modstand mod prævention
I pave Paul 4.s skrift Humanae Vitae fra 1968 bandlyses al brug af prævention. Det siges dog, at kirken på ingen måde anser medicin, som beskytter mod fysisk sygdom, for at være ulovligt, selv om disse også virker som prævention.

## Historiske registreringer
- 18. august 1960 - den amerikanske Food and Drug Administration giver tilladelse til en kombination af norethynodrel (syntetisk gestagen) og mestranol (østrogen) under navnet ”Enovid”. P-pillen er dermed født. I Danmark godkendes p-pillen først i 1965